# Henriette Puig-Roget
Henriette Puig-Roget, nacida Henriette Roget (Bastia, 9 de enero de 1910-París, 24 de noviembre de 1992) fue una pianista, organista y pedagoga francesa.

## Biografía
Comienza sus estudios musicales en el Conservatorio de París en 1919. Obtiene 6 primeros premios entre 1926 y 1930 en las clases de Isidore Philipp, Jean Gallon y Noël Gallon, Estyle, Maurice Emmanuel y Marcel Dupré: piano, armonía, historia de la música, acompañamiento al piano, contrapunto, fuga, órgano. Fue también  alumna de Charles Tournemire en música de cámara.
Premio Segundo Gran Premio de Roma en 1933, fue nombrada el año siguiente organista del Oratoire del Louvre y de la Gran Sinagoga de París. Permaneció en esas funciones respectivamente hasta 1979 y 1952. Jefa de canto en la Ópera de París, llevó paralelamente una carrera de pianista en la radio desde 1935, donde continuó hasta 1975.
Henriette Roget, convertida en la señora de Ramón Puig-Vinyals, enseñó acompañamiento en el Conservatorio de París desde 1957.  En 1979 parte para enseñar piano, solfeo y música de cámara en la Universidad de las Bellas Artes y de Música de Tokio en Japón. Entre sus alumnas de esta época tokiota se puede citar a Kazuoki Fujii (pianista), Takenori Nemoto (cornista), Hideki Nagano (pianista), Masakazu Natsuda (compositor), Misato Mochizuki (compositora) y Mami Sakato (organista).
Su carrera de concertista, profesora y compositora ha sido evocada por Pauline Puig-Roget y Alain Cartayrade en el boletín n° 10 (2010) de la Asociación Duruflé. Estos autores establecieron y publicaron ahí por primera vez el catálogo exhaustivo de sus composiciones destinadas a varios instrumentos o formaciones. La mayoría son todavía inéditas y necesitan un trabajo de musicología con el fin de darlos a conocer, editar e interpretar.